# Marie-Luise Kiesinger
Marie-Luise Kiesinger (geborene Schneider; * 27. März 1908 in Berlin; † 15. November 1990 in Tübingen) war die Ehefrau von Kurt Georg Kiesinger.

## Leben
Marie-Luise Schneider kam als Tochter des Notars und Anwalts Peter Schneider und seiner Gattin Barbara in Berlin zur Welt. Im Februar 1927 lernte die damals 18-jährige Oberschülerin auf einem Rosenmontagsball der katholischen Studentenverbindung Askania den 23-jährigen Studenten Kurt Georg Kiesinger kennen. Beide verlobten sich kurze Zeit später und heirateten Weihnachten 1932.
Marie-Luise Kiesinger hatte von ihren Eltern unterstützt ein Medizinstudium begonnen, was für Frauen in dieser Zeit noch ungewöhnlich war. Auf Anregung ihres Mannes gab sie ihr Medizin-Studium nach zwei Semestern auf und studierte stattdessen Philosophie bzw. Literatur. „Es ist nicht geschmeichelt, wenn man sie als eine kluge, gebildete Frau bezeichnet“, so Kiesinger-Biograf Otto Rundel rückblickend. Auch in anderen Lebensbereichen war Marie-Luise Kiesinger fortschrittlich eingestellt. Wie ihr Ehemann hatte sie in den 1930er-Jahren ihre Führerscheinprüfung abgelegt, das Fahren jedoch meist ihrem Ehemann überlassen. Im Gegensatz zu ihm mochte sie jedoch das Wandern nicht – im Gespräch mit Journalist Günter Müggenburg meinte sie „Die Bedeutung von frischer Luft wird stark überschätzt“ – und fuhr während eines Sommerurlaubs im August 1967 erstmals selbst in einem VW Cabrio, während ihr Mann wandern ging, was dieser mit „jetzt bekommt sie plötzlich revolutionäre Gedanken“ kommentierte.

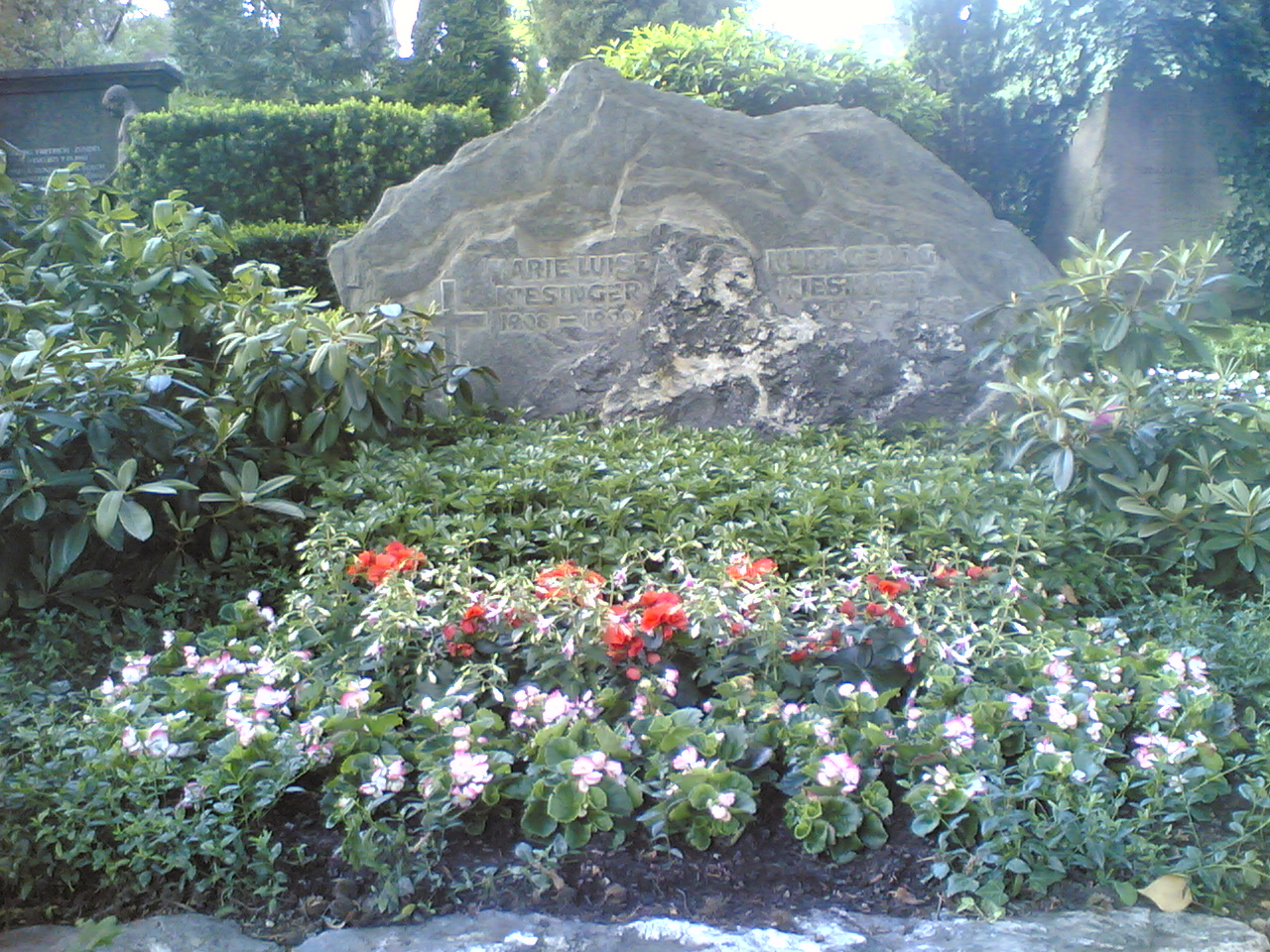
Familiengrab der Kiesingers, Stadtfriedhof Tübingen

Kiesinger, die während des Zweiten Weltkriegs eine Tochter (* 1940) und einen Sohn (* 1942) zur Welt gebracht hatte, hielt sich aus dem politischen Geschehen heraus. Ihre Aufgaben als Frau des Bundeskanzlers formulierte sie in einem Interview: „Ich denke, die wichtigste Aufgabe ist es, meinem Mann solche Dinge abzunehmen, die für ihn eine zusätzliche Last wären. So kann ich sicherstellen, dass er in den wenigen freien Stunden tatsächlich abschalten und sich entspannen kann.“ Dazu gehörte unter anderem die Einrichtung der Kanzlerhäuser in Bonn und Berlin.
Kiesinger trat öffentlich selten in Erscheinung, „was [sie] wohl nicht durfte“. Sie übernahm gelegentlich repräsentative Pflichten, so veranstaltete sie 1968 einen Teeempfang für die Mitglieder des Hauptausschusses der Bundesvereinigung der Frauen der CDU, begleitete ihren Mann auf Auslandsreisen, darunter 1967 auf seiner ersten Amerika-Reise als Kanzler und 1969 nach Japan, und führte 1969 die Schiffstaufe der TS Hamburg durch. Sie war eine Frau, „die dem aufgeregten Kurt Georg die Bühne überließ, ihn aber doch in lebensentscheidenden und familiären Fragen zu lenken wußte.“ Rückblickend wird Kiesinger als eine Kanzlergattin wahrgenommen, die sich „gänzlich ins Familiäre und damit nahezu in die Unbekanntheit geflüchtet“ habe.
Am 15. November 1990 starb Marie-Luise Kiesinger in Tübingen und wurde auf dem dortigen Stadtfriedhof beigesetzt.